# Canal 3
Canal 3 a fost  un post privat de televiziune din Republica Moldova. Format de principiu: generalist. Canal 3 este difuzat prin rețelele distribuitorilor de cablu, IPTV și Televiziunea Digitală Terestră. Postul TV este difuzat în format HD. Sunt redifuzate emisiuni produse în Federația Rusă, filme americane dublate în limba rusă și subtitrate în română. Postul TV aparține producătorului media „General Media Grup Moldova”.
Posturile înrudite sunt Prime, Canal 2, Publika TV și Canal 5.
Dar, din păcate, în 2022, acest canal a fost blocat pentru încălcarea legii.